# Chijin
Chijin (kinesiska: 赤金) är en köping i nordvästra Kina. Den ligger i Yumen i  staden Jiuquan i provinsen Gansu, omkring 710 kilometer nordväst om provinshuvudstaden Lanzhou. Antalet invånare är 11 963. Befolkningen består av 5 737 kvinnor och 6 226 män. Barn under 15 år utgör 16,0 %, vuxna 15-64 år 75 %, och äldre över 65 år 7,0 %.